# Ait Harz Allah
Ait Harz Allah (franska: Ait Harz Allah (CR), Ait Harz Allah (Commune Rurale), arabiska: مولاي بوعزة) är en kommun i Marocko.   Den ligger i provinsen El Hajeb och regionen Fès-Meknès, i den nordöstra delen av landet, 140 km öster om huvudstaden Rabat. Antalet invånare är 13 310.